# Nike+iPod

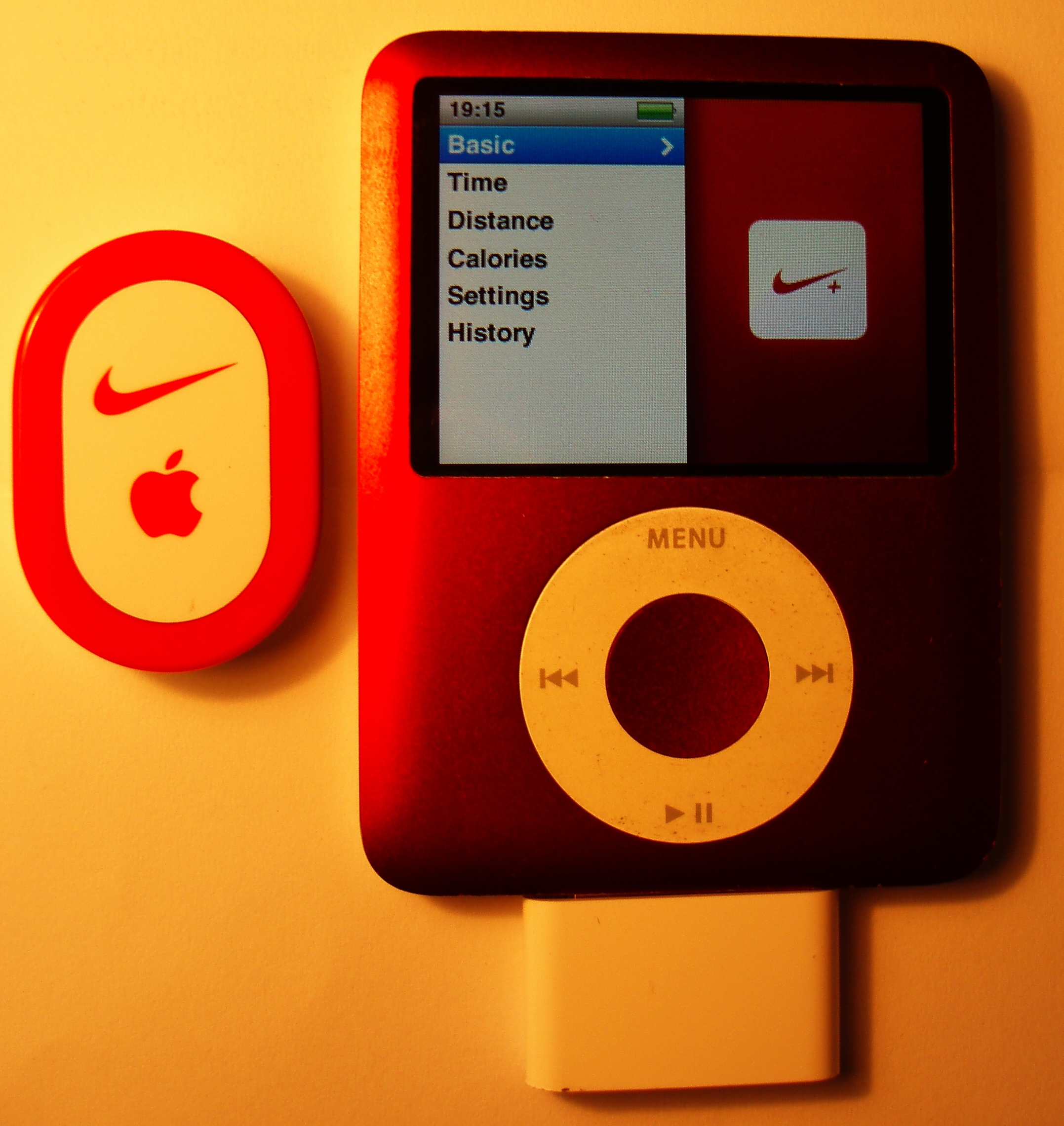
Nike+iPod 运动套件

Nike+iPod运动套件是测量和记录步行及跑步距离和速度的装置。它包含一个装在鞋底的微型计速传感器，通过和随身携带的iPod Nano或iPod Touch 2互相通讯，进行工作。连上iTunes，还能查阅曾经步行或跑步的历史记录。
传感器和iPod套件于2006年5月23日首次展示，短期内还无法购买。套件能存储以下的信息：锻炼时段、运动距离、步速、或个人穿鞋消耗的卡路里，并可通过耳机显示在iPod的显示屏或广播上。
传感器和Sportband套件于2008年3月发布预告。套件允许使用者无需iPod Nano即可存储跑步数据。Sportband由两部分组成：系在手臂上的胶圈，以及类似U盘的接收器。接收器能像iPod套件那样直接在内置显示装置上读取数据信息。运动结束后，直接把接收器插入USB接口，软件就能把运动数据自动上传到Nike+网站上。
2008年8月，Nike+iPod健体发布。现在，使用者可以记录他们在健身设备上的锻炼数据，这些数据包括力健跑步机、多功能训练鞋，和立式及卧式脚踏车。用户只需将自己的iPod Nano的连接到健身中心的心肺设备，无需体育套件即可实现这一功能。Nike+ 还能让用户把这些数据记录到专门网站上。
2008年9月9日，苹果公司将Nike+功能内置整合到iPod Touch 2 代中，不再需要额外的接受装置。

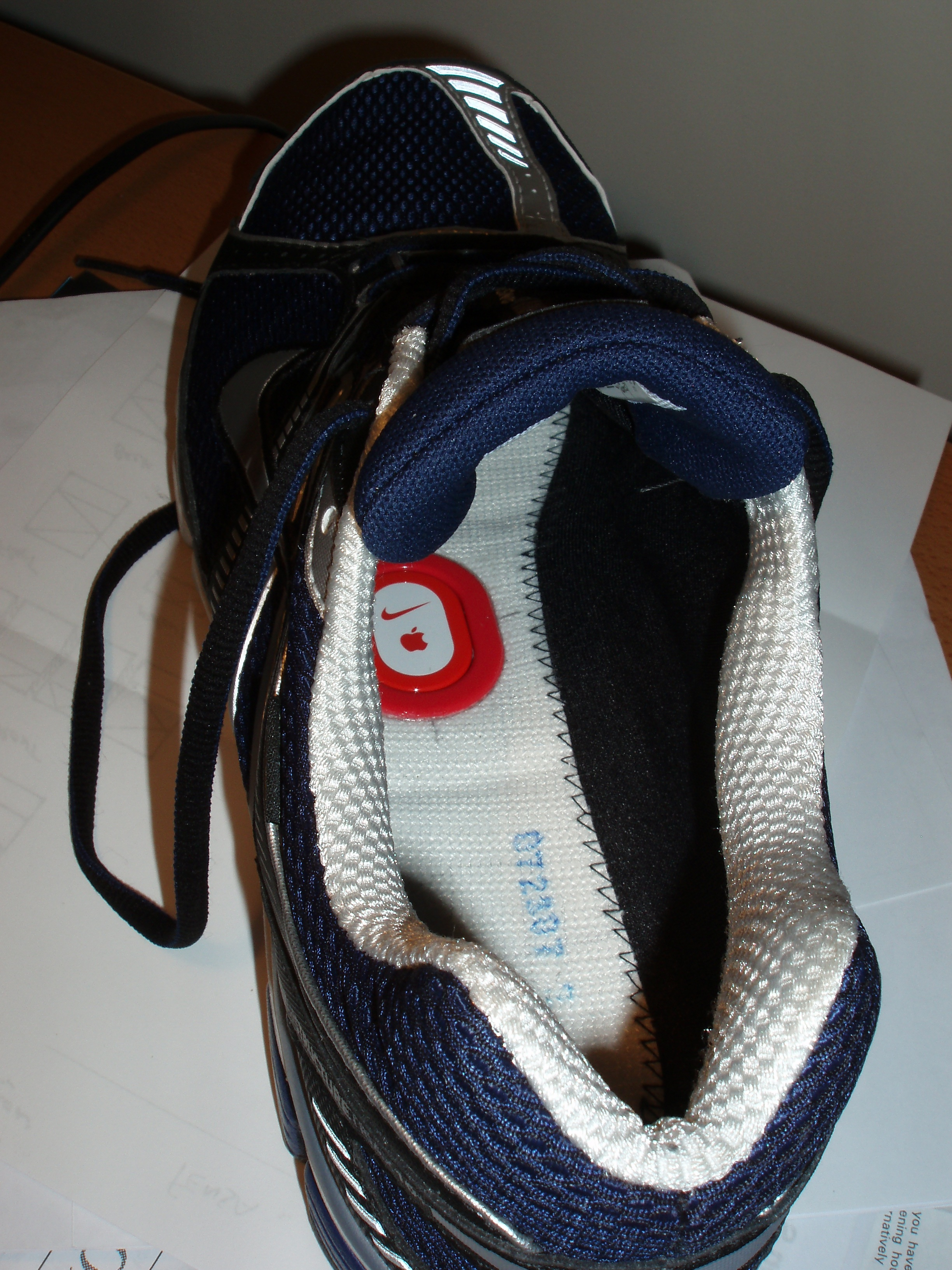
Nike+ 运动鞋里的 Nike+ iPod 计速传感器